# Шатр (Ендр)
Шатр (фр. Châtre) насеље је и општина у централној Француској у региону Центар (регион), у департману Ендр која припада префектури la Châtre.
По подацима из 2011. године у општини је живело 4416 становника, а густина насељености је износила 728,71 становника/km². Општина се простире на површини од 6,06 km². Налази се на средњој надморској висини од 222 метара (максималној 263 m, а минималној 198 m).

## Демографија
| 1962. | 1968. | 1975. | 1982. | 1990. | 1999. | 2011. |
| ----- | ----- | ----- | ----- | ----- | ----- | ----- |
| 4.025 | 4.524 | 4.847 | 4.922 | 4.623 | 4.547 | 4.416 |

График промене броја становника у току последњих година